# 心のままに (林明日香の曲)
心のままに（こころのままに）は林明日香の10枚目のシングル。2007年3月21日リリース。

## 収録曲
1. 心のままに
  - 作詞：林明日香 / 作曲：カワイ進 / 編曲：河越重義
2. 大切なもの
  - 作詞：林明日香 / 作曲：青木大全 / 編曲：河越重義
3. 心のままに(Instrumental)
4. 大切なもの(Instrumental)
5. 大切なもの～Acoustic version～

## タイアップ
- NHK連続テレビ小説『芋たこなんきん』挿入歌 (#1)
- NHK連続テレビ小説『芋たこなんきん』劇中歌 (#2)